# Битва під Городком
Битва під Городком (20 вересня — 9 жовтня (?) 1655 року) — бій союзної армії Війська Запорозького і Московського царства під проводом Богдана Хмельницького проти війська Речі Посполитої поблизу міста Городка в околицях Львова. Завершився перемогою союзників, які після цього розпочали облогу Львова.

## Передумови
Козацька Українська держава у 1650-х років швидко розвивалась. Для її внутрішньої сили особливе значення мали ідеї національно-державного визволення та становлення прогресивних соціальних перетворень у суспільстві. Україна мала потужного лідера — Гетьмана Богдана Хмельницького.
Виходячи із стратегічної оцінки потенціалу молодої Козацької держави та розкладів міжнародних сил зав'язаних довкола України, Богдан Хмельницький розумів життєву необхідність мати союзників. Після зради свого першого союзника — Кримського хана у битві під Берестечком 1651 року, що привело до великої поразки українських військ, керівництво схилилось до переорієнтації на якийсь інший союз. Найбільшої допомоги у боротьбі з Річчю Посполитою очікували від православної Московії. У січні 1654, після шести років війни, уряд на чолі з Богданом Хмельницьким приймає протекторат Московського царя.
Але військова кампанія літа 1654 — зими 1655 років мала важкі для України наслідки. Це засвідчило неефективність укладеного договору з Московією. Проте результат військових дій наступного 1655 року був значно кращим і виграшним. Тут свою роль, окрім війни Московії з Річчю Посполитою, відіграли і скоординовані дії Гетьмана Богдана Хмельницького з іншим природним союзником — Швецією, що також вступила у війну з Польщею.
Зібравши достатні для наступу сили 11 липня Гетьман Хмельницький пішов походом на польські залоги у Кам'янці та інших замках. Разом з ними пішли і невеликі частини московського війська під проводом боярина Бутурліна. Що не стільки допомагали, як створювали Гетьману Козацької України певні політичні незручності у його державній діяльності. У середині серпня під стінами Кам'янець-Подільської фортеці було таємно укладено українсько-шведську угоду, що передбачала проведення наступу до межі західних земель України-Русі, включення звільнених земель до складу держави й зобов'язання шведів не переходити на правий берег Вісли. Богдан Хмельницький з армією далі рушив на Західну Україну.

## Битва
Польським військом командував Коронний гетьман Речі Посполитої Станіслав Потоцький. Йому довелося відступити із військом спочатку під Львів, а потім до містечка Городок, де він розташувався табором 22 вересня. 26 вересня до Львова зі своїм військом підійшов Богдан Хмельницький. Провівши розвідку Хмельницький направив частину війська під командуванням миргородського полковника Григорія Лісницького під Городок. Разом з Лісницьким під Городок було направлено московські рейтарські загони Ромодановського. Загалом було близько 40 тисяч військових.